# 榊原長政
榊原 長政（さかきばら ながまさ、生年不詳 - 永禄5年10月19日（1562年11月15日））は、戦国時代の武将。榊原清長の子。通称 孫十郎、七郎右衛門。子に榊原康政がいる。

## 略歴
父と同じく酒井忠尚に仕えた。天文14年（1545年）、広畔畷の戦いで、忠尚、松平清定らと共に松平広忠と戦うが敗れる。
永禄5年10月19日（1562年11月15日）に死去。法名道哲。墓所は三河国隣松寺。妻は道家氏の娘。

## 系譜
『寛政重修諸家譜』による。
- 父:榊原清長
- 弟:榊原一徳斎

- 妻:道家氏女
  - 長男:榊原清政
  - 次男:榊原康政
  - 長女:山内玄規室
  - 次女:大竹六郎左衛門室
  - 三女:小笠原義信室